# بيت الغمري (مناخة)

تعديل مصدري - تعديل

بيت الغمري هي إحدى قرى عزلة الاغمور بمديرية مناخة التابعة لمحافظة صنعاء، بلغ تعداد سكانها 294 نسمة حسب تعداد اليمن لعام 2004.